# Pizza romaine
Pour les articles homonymes, voir Pizza (homonymie) et Romaine.
La pizza romaine ou pizza bassa (pizza romana, en italien) est un type de pizzas des cuisine de Rome (it) et cuisine italienne, originaire de Rome, variante des pizzas napolitaines.

## Histoire
Cette variante de pizza napolitaine,, particulièrement répandue à Rome, dans le Latium et en Italie centrale, se présente principalement sous deux formes différentes :

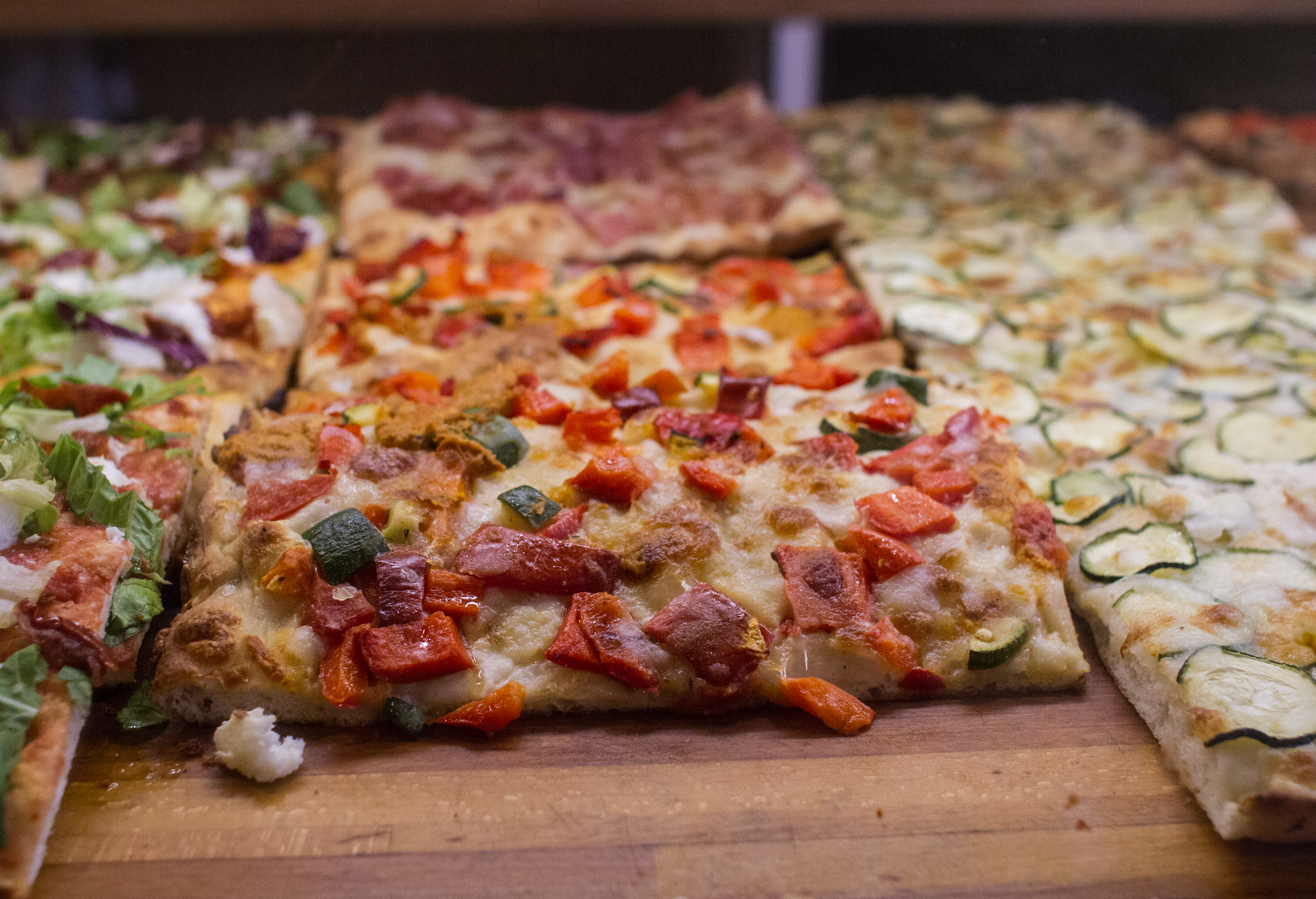
Pizza à la coupe (al taglio)
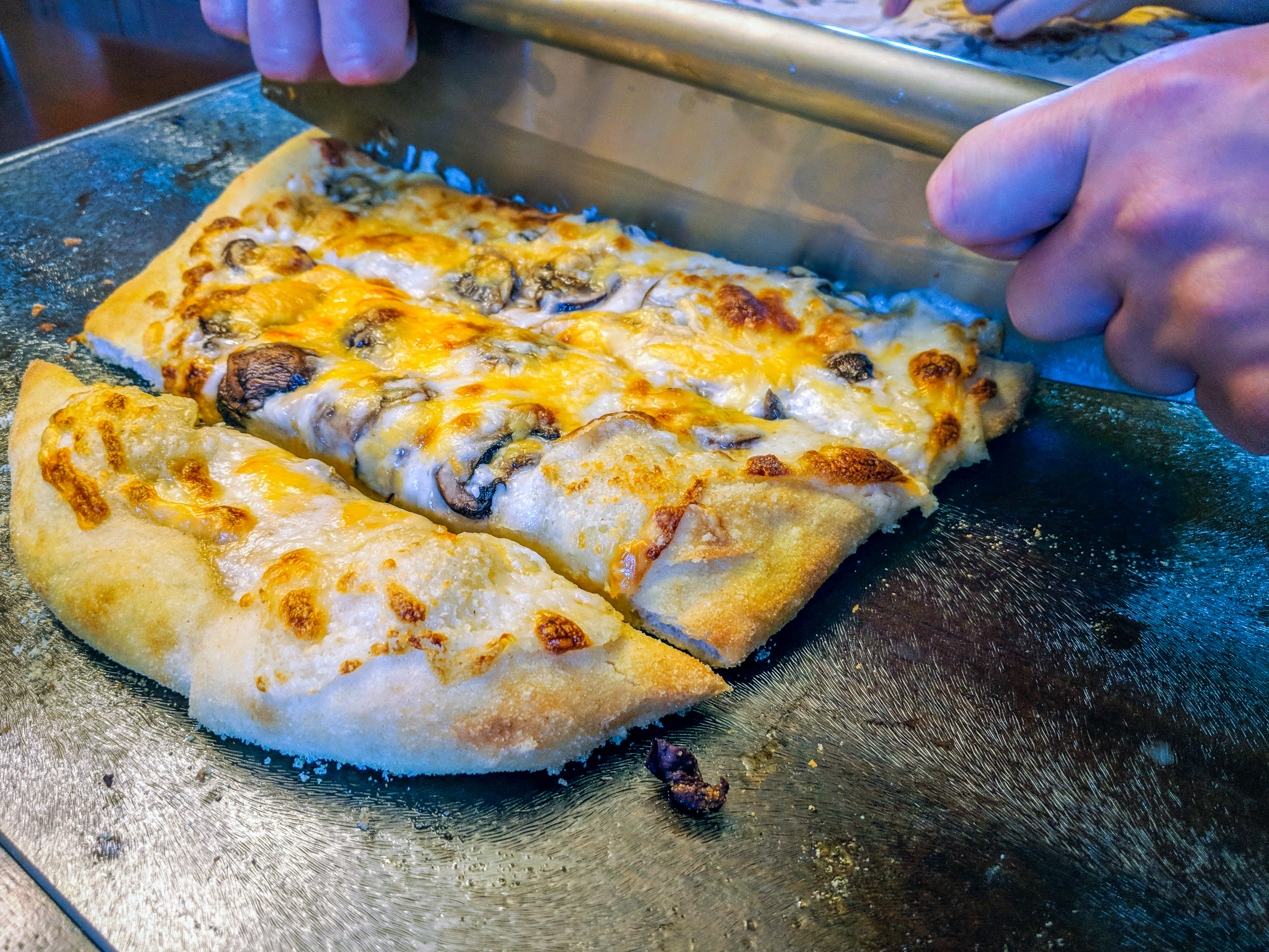
Fromage et champignon
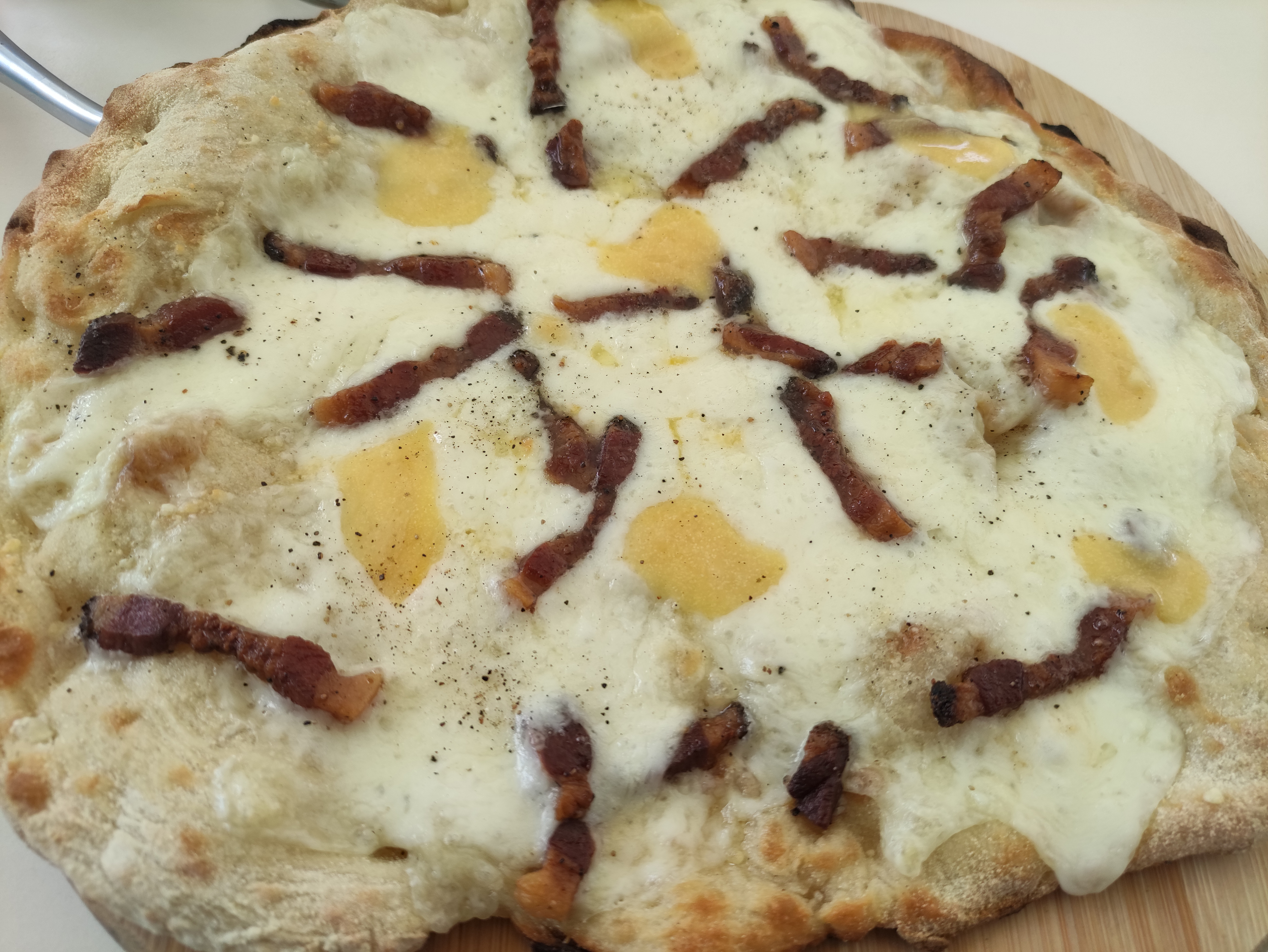
Pinsa romaine (ou pizza blanche) au fromages et lardon

- la pizza ronde entière croustillante (pizza bassa e scrocchiarella) à pâte fine (pizza bassa), avec une pâte plus fine et plus croustillante (scrocchiarella, en dialecte romanesco), variante des pizza napolitaine (pizza alta, pizza haute, plus moelleuse et épaisse)[4].

- la pizza à la coupe (pizza al taglio) cuite sur des grands plateaux rectangulaires, avec une pâte épaisse et moelleuse de type focaccia, vendue en parts carrées ou rectangulaires de vente à emporter ou de cuisine de rue[5].

## Variantes
- la pizza blanche (sans sauce tomate) est également originaire de Rome (et de Naples).

- la pinsa (ou pinsa romana) et une focaccia italienne originaire de Rome.